# Armin Steinbach
Armin Steinbach (* 1978 in Hamburg) ist ein deutscher Rechts- und Wirtschaftswissenschaftler. Seit Juni 2025 ist er Chefökonom im Bundesministerium der Finanzen. 

## Leben
Steinbach ist Sohn des Islamwissenschaftlers Udo Steinbach und seiner Frau Rita. Nach seinem Abitur 1998 am Hamburger Christianeum studierte Steinbach als Stipendiat der Studienstiftung des Deutschen Volkes Rechtswissenschaften und Volkswirtschaftslehre an der Humboldt-Universität Berlin, an der Harvard University sowie an der Vrije Universiteit Brussel. 2003 absolvierte er das Erste Juristische Staatsexamen, 2004 folgte der Abschluss als Diplom-Volkswirt in Berlin sowie als LL.M. in Comparative and International Law in Brüssel. 2007 wurde er mit der Dissertation Die Haftung der EG und ihrer Mitgliedsstaaten für WTO-Rechtsverletzungen aus rechtswissenschaftlicher und ökonomischer Perspektive an der Ludwig-Maximilians-Universität München zum Dr. iur. promoviert. Steinbach absolvierte 2008 das Zweite Juristische Staatsexamen. An der Staatswissenschaftlichen Fakultät der Universität Erfurt im Bereich der Wirtschaftswissenschaften erfolgte 2013 die Promotion zum Dr. rer. pol. mit der Dissertation Economic Policy Coordination in the Eurozone.
Er war als Rechtsanwalt bei Cleary Gottlieb Steen & Hamilton in Brüssel sowie bei der Welthandelsorganisation (WTO) tätig. Von 2009 bis 2012 arbeitete er als Referent für Netzausbau im Bundesministerium für Wirtschaft und Technologie. In den Jahren 2012 und 2013 war er wirtschaftspolitischer Berater von Frank-Walter Steinmeier sowie Research Fellow am Center for European Studies der Harvard University. Seit 2014 ist er Gwilym Gibbon Fellow am Nuffield College der University of Oxford sowie Senior Research Fellow am Max-Planck-Institut zur Erforschung von Gemeinschaftsgütern. Er forscht in den Bereichen Law and Economics, Wirtschafts- und Finanzpolitik sowie Europarecht und Verfassungsrecht.
Im Herbstsemester 2015 übernahm Steinbach zudem die Vertretung des Lehrstuhls für Law and Economics, Rechtstheorie, Völker- und Europarecht von Anne van Aaken an der Universität St. Gallen. Ab 2016 war er neben seiner Stellung in Bonn und Oxford zudem Jean Monnet-Fellow am Europäischen Hochschulinstitut in Florenz.
2017 habilitierte er sich mit der interdisziplinären Schrift Rationale Gesetzgebung an der Universität Bonn. Im selben Jahr übernahm er die Leitung des wirtschaftspolitischen Grundsatzreferates im Bundesministerium für Wirtschaft und Energie in Berlin und erhielt einen Ruf an die Technische Universität Braunschweig auf eine W3-Professur für Öffentliches Recht, den er ablehnte. Ab 2020 leitete er das finanzpolitische Generalreferat im Bundesministerium der Finanzen.
Steinbach nahm 2021 einen Ruf als ordentlicher Professor für Recht und Ökonomik an die École des hautes études commerciales de Paris an.
Im April 2022 reichte Steinbach als Privatperson Klage gegen die OPEC vor dem Landgericht Berlin ein. Er fordert Schadensersatz aufgrund überhöhter Preise für Erdölprodukte, gestützt auf das EU-Wettbewerbsrecht. Sein Ziel ist es, in einem Musterprozess nachzuweisen, dass die OPEC die Preise illegal beeinflusst und den Bürgern der EU die Möglichkeit zur Kompensation zu eröffnen. Diese Klage wurde im Roman Alleine gegen das Kartell aufgegriffen, in der eine an Steinbach angelehnte Figur der Protagonist ist.
2024 veröffentlichte Steinbach seinen Debütroman Niemandsland.
Seit Juni 2025 ist Steinbach Leiter der Grundsatzabteilung, umgangssprachlich auch Chefökonom, im Bundesministerium der Finanzen.

## Auszeichnungen
- 2019: Wissenschaftspreis der Deutschen Gesellschaft für Gesetzgebung.[20]

## Werke (Auswahl)
- EU Law and Economics. Oxford University Press, Oxford 2025, ISBN 978-0-19-892088-5.
- Rationale Gesetzgebung (= Ius Publicum. Band 263). Mohr Siebeck, Tübingen 2017, ISBN 978-3-16-155152-9.
- EU Liability and International Economic Law. Hart Publishing, Oxford 2017, ISBN 978-1-5099-0159-3.
- Economic policy coordination in the euro area. Routledge Studies in the European Economy, London 2014, ISBN 978-1-317-68961-4.
- als Herausgeber: NABEG, EnLAG, EnWG: Kommentar zum Recht des Energieleitungsbaus. de Gruyter, Berlin 2013, ISBN 978-3-11-028120-0.
- mit Hubertus Heil: Damit Deutschland vorankommt: Kompass für eine progressive Wirtschaftspolitik. vorwärts, Berlin 2011, ISBN 978-3-86602-351-2.
- mit Philipp Steinberg: Nach der Krise ist vor der Krise: haben wir die richtigen Lehren gezogen und was bleibt zu tun? Metropolis, Marburg 2010, ISBN 978-3-89518-843-5.
- Die Haftung der EG und ihrer Mitgliedsstaaten für WTO-Rechtsverletzungen aus rechtswissenschaftlicher und ökonomischer Perspektive. Duncker & Humblot, Berlin 2009, ISBN 978-3-428-12787-0.